# Cantharellus eucalyptorum
Cantharellus eucalyptorum é uma espécie de fungo pertencente à família Cantharellaceae.